# モーツァルトの死

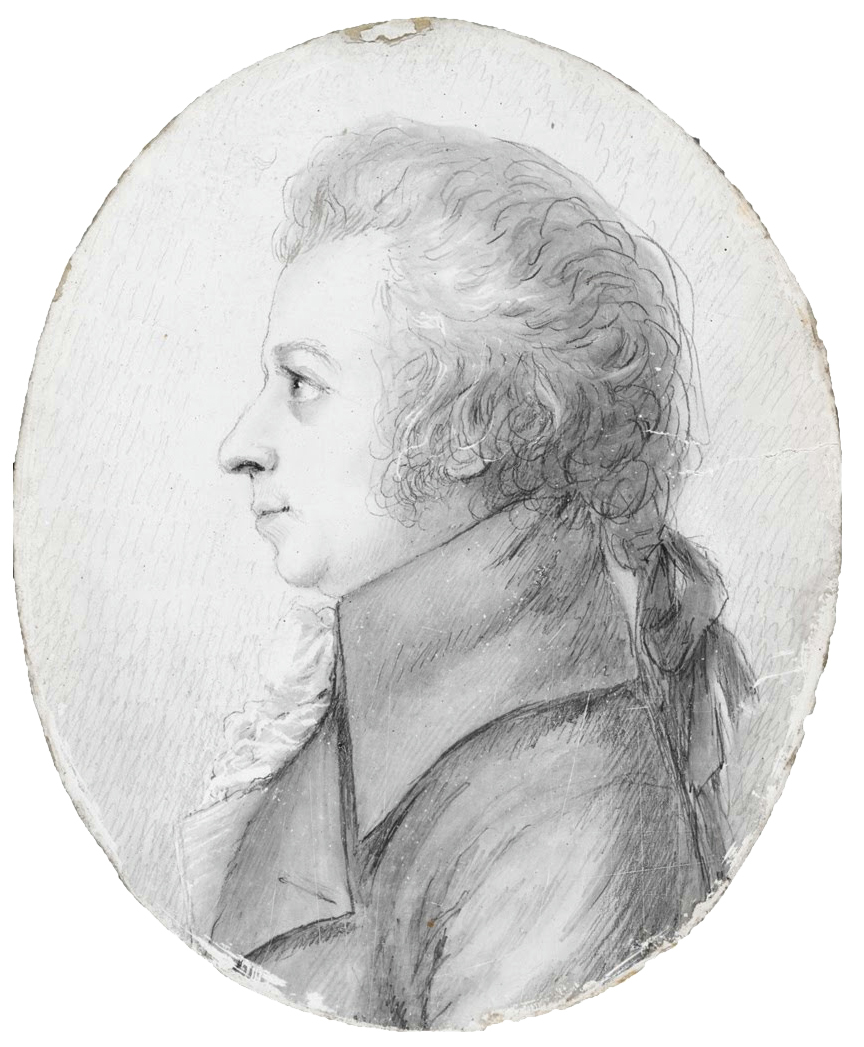
死の2年前、1789年のモーツァルトの肖像。銀筆。ドーラ・シュトック画。

モーツァルトの死（モーツァルトのし）では、ヴォルフガング・アマデウス・モーツァルトの死について記述する。
1791年12月5日、作曲家のヴォルフガング・アマデウス・モーツァルトはオーストリア、ウィーンの自宅で35年の生涯を閉じた。彼の死については多くの研究や推測が行われてきている。
主な論点は次の3つである。（1）モーツァルトは徐々に衰えていって、大きな恐怖や悲しみを経験していたのか、もしくは基本的に健全な精神を保ったまま人生の終盤に近付き、比較的突然の病に倒れたのか。（2）死因は病気であったのか服毒であったのか。（3）葬儀の様子は当時の一般的な手順に則っていたのか、あるいは礼を欠くような性質であったのか。
この3つの争点にはそれぞれ様々な見解があり、その多くが時とともに劇的な変化を見せている。

## 最期の病

### 従来の物語

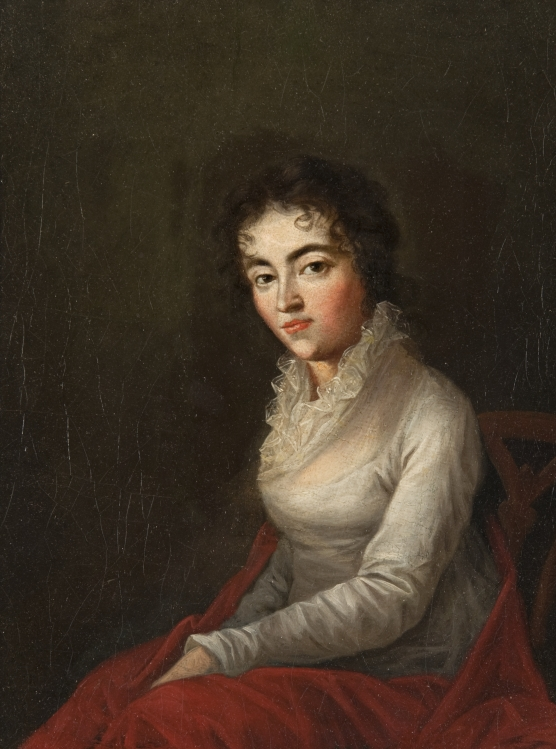
コンスタンツェ・モーツァルト。彼女の義兄にあたるヨーゼフ・ランゲ画。1782年。

モーツァルト研究者たちは長きにわたり、初期の伝記作家の記述に従ってきた。それらはフランツ・クサーヴァー・ニーメチェクとゲオルク・ニコラウス・ニッセンが記した伝記に書き記されたもので、大部分がモーツァルトの妻のコンスタンツェやその妹のゾフィー・ヴェーバーらの回顧録の記録に依拠している。例えば、ヘルマン・アーベルトによる重要な伝記はおおよそこの記録をなぞっている。こうして生まれた見解は、要約すると次のようなものである。
1791年8月に新作オペラであった『皇帝ティートの慈悲』（K.621）を監督を務めるためにプラハ入りしたモーツァルトは、「既にひどい体調」だった。ニーメチェクが記すところでは、この訪問で「友人たちとの楽しい冗談の中では調子のよいユーモアが示されることもしばしばあったものの、彼の容貌は青白く表情は悲しげだった」とされる。続いてウィーンへ戻ったモーツァルトは（1791年9月半ば）、次第に体調を悪化させていった。しばらくのうちは仕事の継続も可能で、クラリネット協奏曲（K.622）を完成、レクイエム（K.626）の完成に向けて打ち込む傍ら、9月30日には『魔笛』の初演を指揮した。依然として、健康に対する不安と消沈の度合いは深まっていった。ニーメチェクはコンスタンツェの逸話を紹介している。
ウィーンへ帰り着いてすぐ、彼の不調はますます明白となり、それによって彼は鬱々と沈み込んだ。彼の妻がこのことに気を病んでいたのは間違いがない。ある日、彼女は彼にささやかな気晴らしと余興を与えようと、プラーター公園で一緒に馬車に乗っていた。2人で座っているとモーツァルトは死について話はじめ、自分のためにレクイエムを書いているのだと明言した。感受性の鋭い男の目には涙が流れ「間違いないと思う」というと彼はこう続けた。「もう自分はあまり長くないと。毒を盛られたに違いない。この考えから抜け出せないんだ。」
コンスタンツェは夫を励まそうと、しばらくレクイエムの仕事の手を止めるよう説得し、代わりとしてフリーメイソンのモーツァルトのロッジに新たな寺院が開設されることを祝したカンタータ『我らの喜びを高らかに告げよ』（K.623）を完成させるよう励ました。この作戦は差し当たって上手く機能した。書き上げられたカンタータは11月18日に初演されて成功を収めたのである。彼はコンスタンツェに、初演には「大得意だった」と語っている。モーツァルトはこう述べたと伝えられる。「ええ、毒を盛られたというような馬鹿げた考えに至ったのが病気のせいだというのは分かっています。レクイエムを返してください。続きをやりますので。」
間もなくモーツァルトの病でも最悪の症状がぶり返し、同時に毒を盛られたという強い思いにもとらわれるようになった。11月20日には寝たきりの状態となり、浮腫、疼痛、吐き気に苦しんだ。
この時点からモーツァルトが重篤に陥ったという見解では全ての学者の意見が一致しており、2週間後の12月5日に彼は帰らぬ人となった。

### 従来とは異なる見解
時代が下り、モーツァルトが人生最後の数か月間に、進み続ける体調の悪化と嘆きの中にいたという見方に、強い疑問が呈されるようになっている。2007年にアーベルトが著した伝記の新版での再刊を監督したクリフ・エイセンは、そこへ大量の注釈を付した。概してアーベルトに敬意を払いつつも、エイセンはモーツァルトの死に至る節の注釈において鋭い批評を加えている。
この文脈の中で、アーベルトが引用した証拠は選び抜かれて彼の伝記が意図する筋書きに適合するものとなっている。モーツァルトの書簡からの引用を除けば、全ての証言は彼の死後に個人的、経済的な入り組んだ動機に駆り立てられて生み出されたものである。モーツァルトの死を目撃した人々、もしくは彼に近しかった人々によるものであるという意味では「信頼すべき」であると言えようが、必ずしも正確であるとは限らない。（中略）確かにモーツァルトはプラハの気候の下にいた。しかし、彼が「ひどい病気」であったという証拠はなく、彼の健康が「悪化の一途をたどった」というのは正しくない。アーベルト自身もこの章の後に記しているように、モーツァルトの健康状態は10月と11月初頭には改善しているのである。
『ケンブリッジ・モーツァルト百科』（Cambridge Mozart Encyclopedia）の中心となる伝記の中で、ルース・ホーリウェルは健康悪化と嘆きの話について記している。
後の文献では自身の死の予感に満ちて、[モーツァルトが]無我夢中で[レクイエムに]取り組んだと書かれているが、こうした話は11月に出された書簡の大部分にみられる彼の意気揚々とした様子と辻褄が合いにくい。ニーメチェクの1798年の伝記で公表されたコンスタンツェの初期の逸話では、モーツァルトが「この形の作曲で自らの腕試しをしたいのだと（中略）彼女に語った。彼の天賦の才に常に訴えかけてくる教会音楽の格式が高いほど、よりそうしたくなるのだ。」とされている。彼がこの作品を重荷に感じていたことを示唆する要素はない。
コンスタンツェが如何なる理由で「個人的、経済的な入り組んだ動機に駆り立てられ」（エイセン）た可能性があるのかについて、ホーリウェルは次のように主張する。「コンスタンツェとゾフィーは客観的な目撃者ではない。なぜなら、慈善活動を追求し続けていたコンスタンツェには、感傷的で煽情主義者的な視点を広める理由があったからである。」ホーリウェルが用いた「慈善活動」という言葉は、モーツァルトの死後にコンスタンツェが収入を得ていた多数の慈善演奏会、またおそらく皇帝から受け取っていた年金のことを指している可能性がある。これについては後の節で議論する。
クリストフ・ヴォルフは2012年に上梓した『Mozart at the Gateway to his Fortune』と題する著書において、モーツァルトの晩年が嘆きと墓へ向かって下り続けたとする見解に異を唱えている。また、彼は音楽を解釈するにあたり晩年の悲嘆を反映している、というような捉え方をすることにも反対を表明している。それは例えば「1791年に書かれた[モーツァルトの]音楽の忘れがたい初老期の美しさ」というようなものである。

## 死因

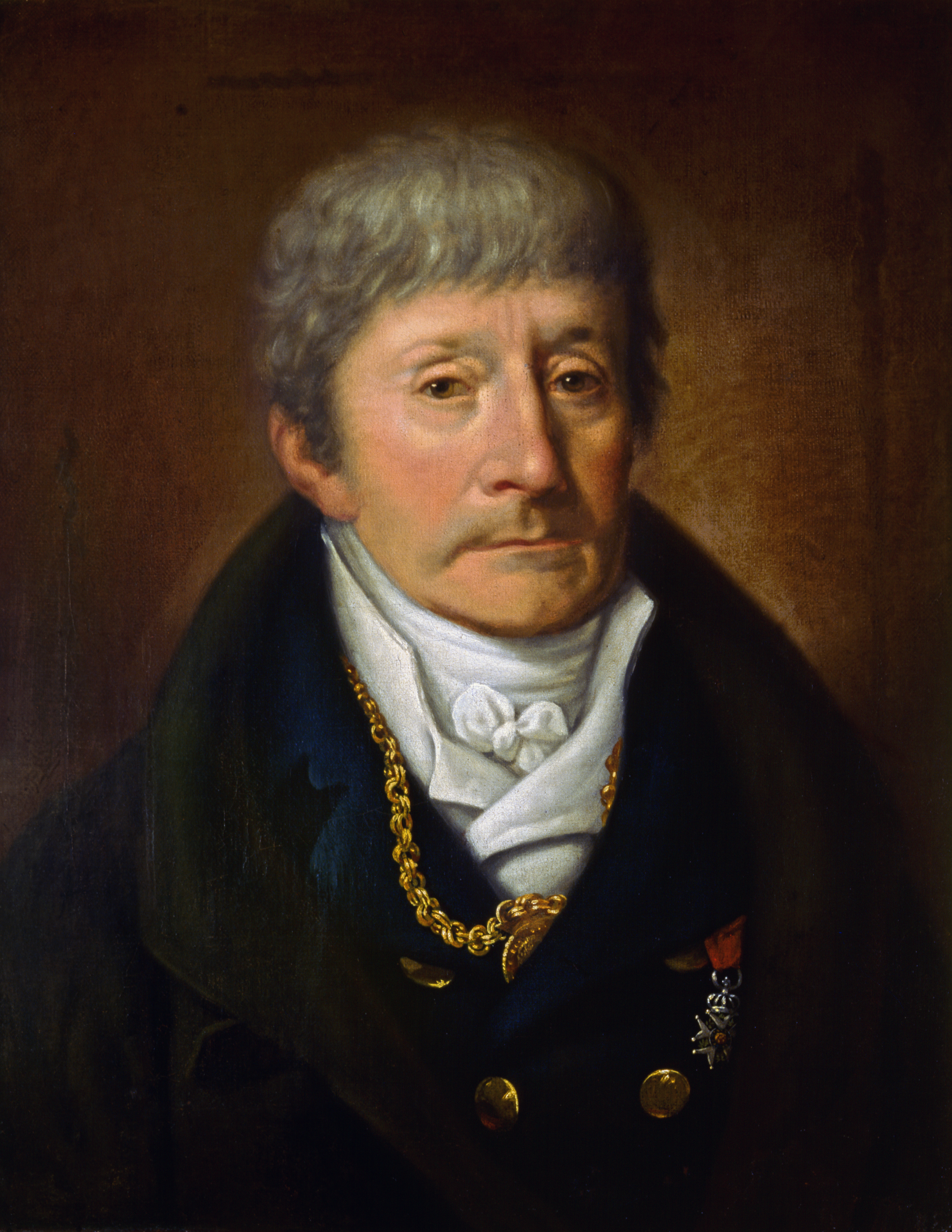
アントニオ・サリエリの肖像。ヨーゼフ・ヴィリブロルト・メーラー画。

### 他殺説
作曲家仲間のアントニオ・サリエリがモーツァルトに毒を盛ったという噂は早くから囁かれていた。しかし、モーツァルトの体調不良で観察された症状が中毒を示唆するものではなかったため、この説は誤りであると証明されている。その主張は否定したものの、自分がモーツァルトの死に関わったのだという俗説と、告発によってひどく影響を受けたサリエリは、これを一因として後年精神障害を発症してしまう。
サリエリ説の他にも毒殺説が提唱されており、フリーメイソン、ユダヤ人、またはその両者に疑いの目が向けられた。ドイツ軍大将エーリヒ・ルーデンドルフの妻マティルデ・ルーデンドルフもそうした説を生み出したひとりである（夫婦揃って反ユダヤ主義者だった）。歴史家のウィリアム・スタッフォードは、そうした説を突飛な陰謀論であると評している。

### 病死説
スタッフォードはモーツァルトの命を奪った病を特定しようとする努力について記した。
彼の本当の死因は何だったのか?モーツァルトの病歴はあたかも逆さまのピラミッドのようだ。わずかな量の一次資料が大量の二次資料を支えているのである。最期の病と死に関する直接の目撃証言は少数しかなく、目撃したのだという多数の記録はそう主張されたものに過ぎない。全体でも10ページにも満たないそれらの中には、曖昧なものもあり、全く信用できないものもある。後世の著作家は持論の裏付けとすべく、こうしたデータを何度も使用してきた。そうして一次資料のどこにも書かれていないような、新たな症状を創作したのである。
教区の登録簿で、モーツァルトの死に関する記述には彼が「重篤なmiliary fever」で死亡したと書かれている。「miliary」という言葉は、肌に穀粒のような出来物が現れることを指すものである。実際の疾患の名称というわけではない。
モーツァルトは生涯を通じて健康に問題を抱えていた。天然痘、扁桃炎、気管支炎、肺炎、腸チフス、リウマチ、歯周病に苦しめられていたのである。これらが彼の死去に関わっていたのかどうかは、決定不能である。
モーツァルトの死因についての推測は数知れない。以下の調査は、概ね年代順に並べられている。
モーツァルトの死因を彼の主治医であったクロセットの医療過誤であろうと推測する者もいる。義妹のゾフィー・ヴェーバーは1825年の記述で、このことを仄めかしている。ボロヴィッツはこう要約する。
モーツァルトの衰弱が明らかになると、主治医のひとりであった医師のニコラウス・クロセットが呼びにやられ、ついに劇場にいるところを発見された。しかし、ゾフィーの記したところによると、その演劇ファンは「作品が終わるのを待たねばならなかった」という。彼は到着すると、モーツァルトの熱っぽい額に冷湿布を処方したが、これによる「ショックを受けて、彼は意識不明のままあの世へ旅立った。」
1994年の『Neurology』誌では、モーツァルトの死因が硬膜下血腫だったのではないかと述べられている。モーツァルトのものと考えられる頭蓋骨は彼の埋葬を監督した墓掘り人の後継者によって保管され、その後解剖学者のヨーゼフ・ヒルトル（Josef Hyrtl）、ザルツブルク市政府、ザルツブルクのモーツァルテウム博物館に受け渡された。法医学的に頭蓋骨に関連する軟組織を再構築すると、モーツァルトの肖像画によく一致することがわかった。頭蓋骨の調査により前頭骨の閉鎖不全の可能性が示されたが、これは彼の人相より推測されるとことであった。左側の一時的な骨折とそれに付随する浸食からは慢性の硬膜下血腫が疑われる。この初見は1789年と1790年に数回の転倒を起こしていることとも一致し、また1790年、1791年にモーツァルトを襲った虚弱体質、頭痛、失神の原因ともなり得る。加えて、1791年12月4日の夜にリウマチ熱を治療すべく実施された積極的な瀉血がそうした病変の代償不全を生じ、翌日の死をもたらした可能性もある。
2000年に2人の医師（Faith T. FitzgeraldとPhilip A. Mackowiak）と音楽学者（ニール・ザスロー）のチームは歴史的な証拠を再検証して公表しており、暫定的にリウマチ熱を選択している。
旋毛虫症仮説は2001年にヤン・V・ヒルシュマンにより提唱されている。
モーツァルトを死に至らしめたのは病気不安症と、アンチモンを含有する特許薬を服用することを好んだことではないかという説もある。絶命するまでの数日間に彼が熱に苦しんでいたことは明らかで、緩和のためにさらにアンチモンが処方され、この度合いは増していたのである。
2006年のイギリスの医学誌の論文ではモーツァルトの死に関して複数の理論を用意し、彼の晩年の書簡を根拠として梅毒とその他の慢性疾患の可能性を棄却した。主治医らは彼が発熱と失神により死に至ったと書いており、彼らが相談を持ち掛けた医師は後にこう記している。「この疾病はこの頃の住人の大多数を襲い、モーツァルトの場合と同じように致死的な結果となる者、同じ症状を呈する者も少なくはなかった。」この論文は「急性感染症の結果として死に至った」と結論している。
2009年、イギリス、ウィーン、オランダの研究者らが、モーツァルト死亡時のウィーンの他の死亡原因と組み合わせた疫学研究を実施した。彼らの結論は、モーツァルトはレンサ球菌に感染し、感染に起因する糸球体腎炎を発症して急性の腎炎症候群で命を落とした可能性がある、というものだった。オーストリアではこの病気は「Wassersucht」（浮腫）とも呼ばれていた。
2011年に掲載された論文では、モーツァルトに死をもたらした健康状態の根底にはビタミンD欠乏があったとする説が提唱されている。

## 葬儀
葬儀の手配はモーツァルトの友人でパトロンでもあったゴットフリート・ファン・スヴィーテンが行った。『ニューグローヴ世界音楽大事典』は彼の葬儀について「モーツァルトは当時のウィーンの慣習に則り共同墓地に埋葬された。12月7日、街はずれの聖マルクス墓地でのことだった」と記述している。オットー・ヤーンは1856年に、サリエリ、ジュースマイヤー、ファン・スヴィーテンと他2人の音楽家が参列したと記している。
俗に言われるような、モーツァルトが貧困者墓地に葬られたという説には根拠がない。上述の「共同墓地」という用語は、貴族階級にない市民のための墓地を意味するものである。墓は個人個人にあてがわれており、共用の墓ではない。しかし、市は10年で墓を掘り起こして次の埋葬のために使用する権利を有していた。貴族の墓はそうした扱いを免れていた。
ウィーンの『Morgen-Post』、1856年1月28日号に、モーツァルトの葬式に関する記述がある。
モーツァルトが亡くなった夜は暗く嵐模様だった。葬儀のときも、やはり天候は荒れて嵐の様相となっていった。雨と雪が同時に吹きすさび、あたかも大自然が彼の埋葬にあまりにまばらにしか姿を現さなかった大作曲家の同時代人たちに、その怒りを示さんとするかの如くであった。亡骸には数人の友人たちと3人の女性が付き添うばかりだった。モーツァルトの妻は参列しなかった。傘を手にしたこれらわずかな人々が囲む棺架は、グロッセ・シュラー通りを通って聖マルクス墓地へと運ばれていった。嵐は一層激しさを増し、それら数人の友人さえもシュトゥーベン・ガーテに引き返すことを決めると、彼らは「白蛇」へと向かった。葬儀には地主のダイナーも参列していた。
ニコラス・スロニムスキーが書いているように、この話は広く受け入れられてモーツァルトの伝記にも採用されているが、天気に関するダイナーの記述は前日に付けられた記録に矛盾している。日記作家のカール・フォン・ツィンツェンドルフは12月6日に「穏やかな天気で頻繁に靄が出た」と書き記している。ウィーン天文台は天候の記録をつけており、12月6日については華氏37.9度から38.8度（摂氏2.8度から3.8度）、「一日を（中略）通じて弱い東の風」と記録されている。

## 死後
夫の死後、コンスタンツェは一家の財政的保障を得るにあたり問題が生じている旨を表明している。モーツァルト家には2人の幼い子供がおり、モーツァルトは膨大な借金を抱えてこの世を去ったのである。彼女の訴えはうまく皇帝レオポルト2世に届き、モーツァルトが非常勤の室内楽作曲家として皇帝に仕えた結果として1791年12月11日に未亡人年金を受給することになった。さらに、彼女はモーツァルトの音楽による演奏会シリーズを企画し、彼の多数の作品の出版も取りまとめた。これによってコンスタンツェは時が経つとともに財政的な安定性を手にしていった。
モーツァルトの死後まもなく、フリードリヒ・シュリヒテグロールが伝記の作成を開始、彼はモーツァルトの姉のナンネルからの情報を基に初期の記述を書き上げた。フランツ・ニーメチェクもコンスタンツェからの聞き取りにより伝記を完成した。そのずっと後になってから、コンスタンツェは再婚相手のゲオルク・ニコラウス・フォン・ニッセンを手助けし、1826年により詳細な伝記の上梓にこぎつけた。
モーツァルトの音楽の評判は死後に高まっていった。20世紀の伝記作家であるメイナード・ソロモンは、彼の死後に起こったモーツァルト作品への「空前の熱狂の波」を書き残しており、彼の作品群は数多の出版社で版を重ねた。
モーツァルトのものと思われる頭蓋骨が1801年に掘り返されており、1989年から1991年にかけて複数の科学者の手で同定すべく調査された。

## モーツァルトの最期を巡る記憶

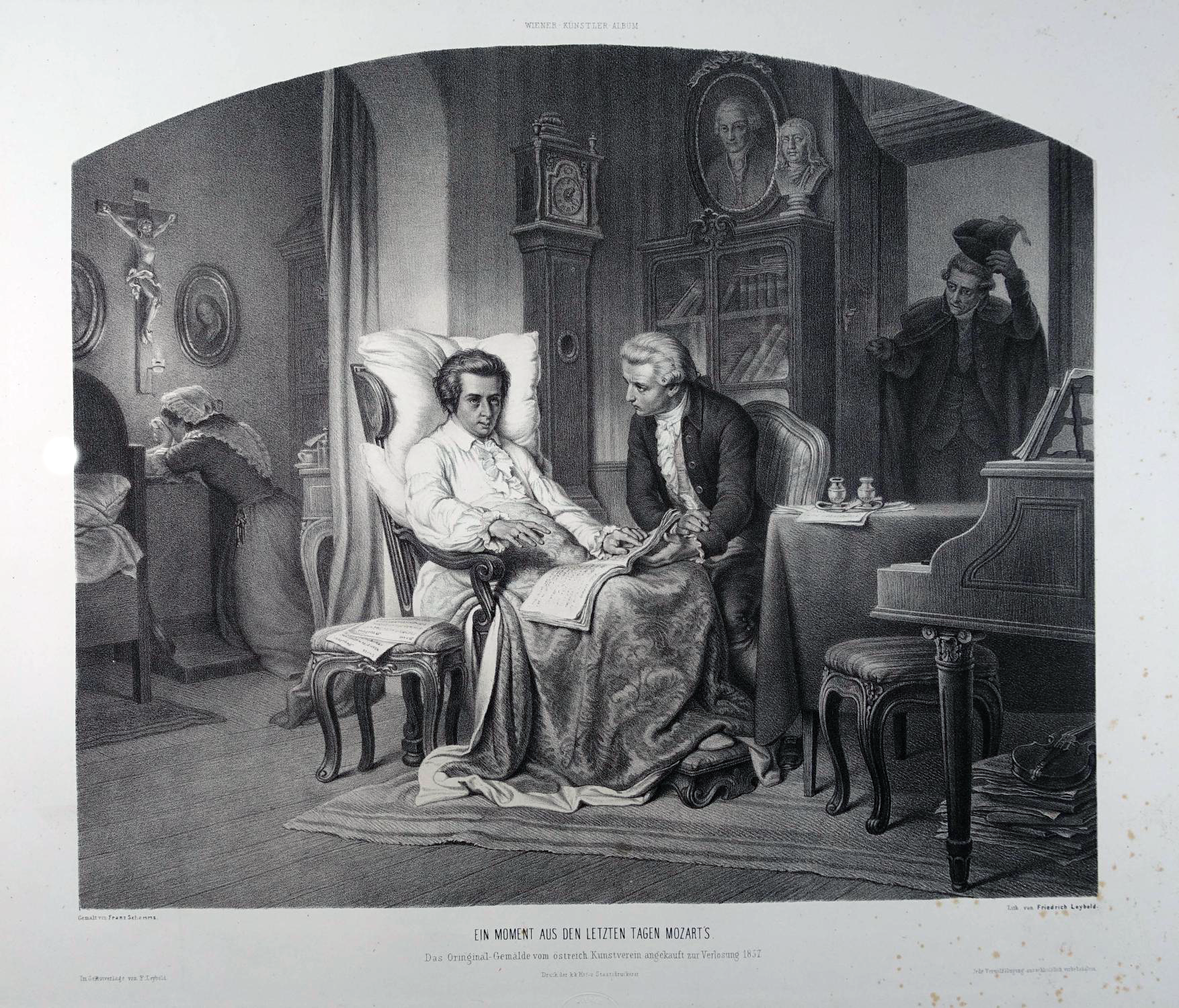
「モーツァルト最期の日々の瞬間」（Ein Moment aus den letzten Tagen Mozarts）、フランツ・シュラム画、1857年、リトグラフ。モーツァルトはレクイエムの総譜を膝の上に置き、ジュースマイヤーへ最後の指示を与えている。コンスタンツェが傍におり、伝令が表の戸口から出ていこうとしている。

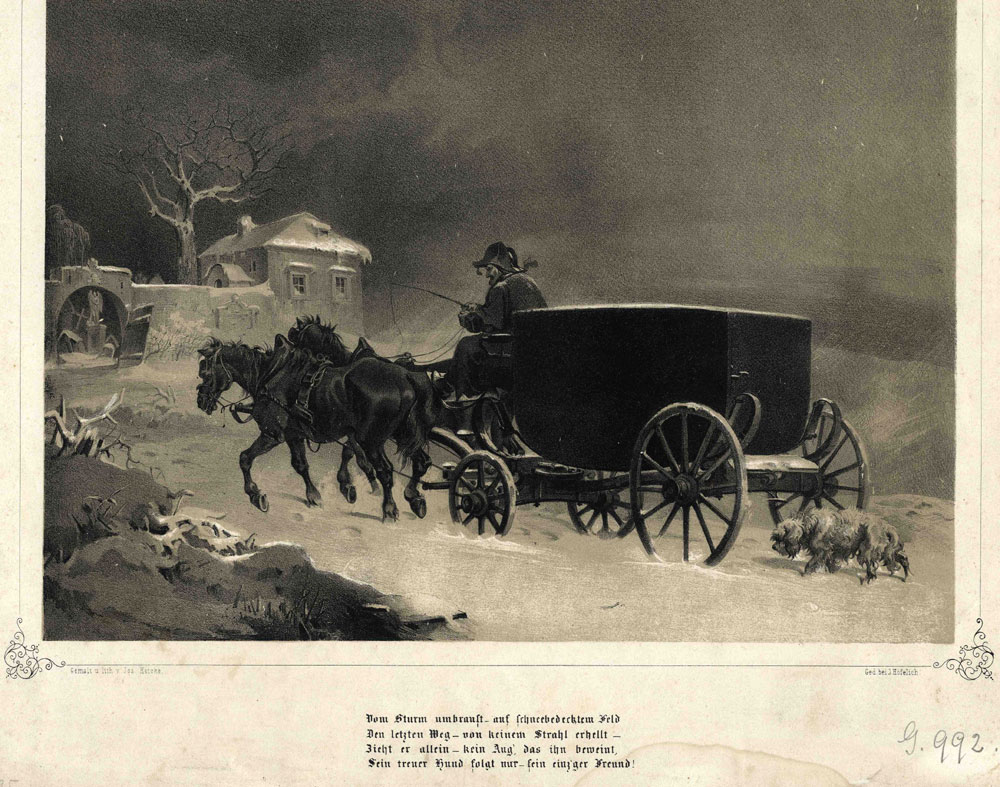
モーツァルトの棺が嵐の中、墓地へと運ばれていく様を描いたヨーゼフ・ハイッケの画。1860年頃、ダイナーの話が世に出て数年後に描かれた作品である。

モーツァルトが他界した時代に生きた人々は、やがて自らの筆で、もしくは他者から聞き取りをされる形でその記憶を記録に残していった。彼らの語る物語はしばしば矛盾しているが、おそらく1820年代になるまで記録が作られることのなかった一部の出来事に関しては、既に目撃者の記憶が薄れてしまっていたからだろう。
モーツァルトの親しい友人で、彼が『魔笛』のタミーノ役を当て書きしたベネディクト・シャックは、聞き取りに対し、モーツァルトがその最期の日に作成中のレクイエムの合わせに参加したと述べている。このシャックによる疑わしい話は、1827年7月25日に『アルゲマイネ・ムジカリッシェ・ツァイトゥング』へ掲載されたシャックの死亡記事の中で紹介されている。
まさに死の前日、[モーツァルトは]レクエムの総譜を寝所へ持ち込み、自らアルトパートを歌っていた（午後2時のことだった）。一家の友人であったシャックがソプラノを歌い、モーツァルトの義兄弟のホーファーはいつものようにテノール、後にマンハイムの劇場のバス歌手となるゲールがバスである。ラクリモサのはじめの部分に至ったあたりでモーツァルトはひどく泣きはじめ、総譜を脇へ置いた。11時間後の午前1時（良く知られているように1791年12月5日である）、彼は旅立った。
伝記作家のニーメチェクは、合わせの話を除きつつ似たような話を物語っている。
最期の日、彼は総譜を枕元に持ってこさせた。「この『レクイエム』を私自身のために書いているのだと、以前に言いませんでしたか?」こう述べた後、彼は目に涙を湛えて作品全体に今一度目を通したのだった。
広く繰り返されている主張である、モーツァルトが死の床でジュースマイヤーにレクエムのパッセージを口述筆記させたという逸話に対し、ソロモンはこの主張の典拠の初出が1856年であることを指摘して強く否定意見を唱えている。しかし、レクエイムの自筆譜にジュースマイヤーの筆跡が残っていることは事実であり、ゾフィー・ヴェーバーもモーツァルトがジュースマイヤーに指示を与えていたことを記憶していると主張を行っている。
作曲家のイグナーツ・フォン・ザイフリートが1840年に記した手紙では、最期の夜にモーツァルトの心は上演中のオペラ『魔笛』のことでいっぱいであったとされている。モーツァルトは初演で夜の女王役を演じたコロラトゥーラ・ソプラノのヨーゼファ・ホーファーのことを引き合いに出し、コンスタンツェにこう囁いたとされる。
静かに、静かに!ホーファーがちょうど最高音のFを出しているところだ - 今、我が義妹が2つ目のアリア「地獄の復讐」を歌っている。なんと力強く変ロを捉えて出すことか。「Hört! hört! hört! der Mutter Schwur」（聞け!聞け!聞け!母の呪いを）」
ソロモンはモーツァルトの伝記作家たちが彼の死にまつわる「より残酷な記憶」をなかったことにしていると指摘し、こう続ける。「コンスタンツェ・モーツァルトはニッセンに、死の直前にモーツァルトは[医師の]クロセットが何を言ったのかと尋ねてきたと述べている。彼女がなだめるような嘘で応対すると、彼は『それは正しくない』と言って大層悲しんだ。『私は死ぬんだ、やっと君と子どもたちの面倒が見られるようになったのに。ああ、君を食わしてやれずに残していくのか。』これらを喋り終えた彼は『突如嘔吐しました - 弧を描いて彼から噴き出すそれは - 茶色い色をしており、彼は事切れたのです。』」モーツァルトの長男で7歳だったカールは父の臨終に居合わせており、後にこう記している。「私が思うにとりわけ特筆すべきなのは、死の数日前から彼の全身は腫れあがり、身じろぎすらままならない状況であったこと、さらに体内の腐敗に伴う悪臭が充満しており、死後には剖検が不可能なまでにひどくなっていたことである。」

## 関連文献
- Wakin, Daniel J. (2010年8月24日). “After Mozart's Death, an Endless Coda”. The New York Times. ISSN 0362-4331